# 235027 Pommard
235027 Pommard è un asteroide della fascia principale. Scoperto nel 2003, presenta un'orbita caratterizzata da un semiasse maggiore pari a 2,2996264 UA e da un'eccentricità di 0,1794278, inclinata di 0,22655° rispetto all'eclittica.